# 樂高賽車
《樂高賽車》是由高壓軟體開發、樂高媒體發行的樂高競速電子遊戲。以虛構的「樂高國度」（Legoland）世界為背景，單人模式下加入各種小人偶角色參加由虛構賽車冠軍「火箭賽車手」所打造的賽車比賽。玩家能操控一名小人偶，讓他們駕駛各種用樂高積木組成的賽車並與其他角色比賽。這些賽車和角色能以遊戲內解鎖的方式取得。玩家也能透過使用道具來阻礙對手。遊戲還支援多人模式，允許多名玩家互相競賽。
遊戲最初由高壓創始人凱瑞·J·加諾夫斯基（Kerry J. Ganofsky）構思，在樂高媒體的批准下開始製作，樂高集團提供的創意專業知識協助了開發。遊戲於1999年以Microsoft Windows版首度發售。媒體對其評價褒貶不一，在遊戲的圖形、建構系統、駕駛體驗和其他設計方面意見分歧。由Attention to Detail開發的兩部續集——《樂高賽車2》和《樂高瘋狂賽車》，分別於2001年和2002年發售。

## 開發
《樂高賽車》的概念最初由高壓軟體創始人凱瑞·J·加諾夫斯基（Kerry J. Ganofsky）構思，其想法是讓玩家能夠使用樂高積木構築和賽車。經過一年的開發，樂高媒體聘請了加諾夫斯基的公司開始投入製作。在遊戲製作過程中，樂高集團也派遣創意部門的人手來與高壓合作。
來自不同樂高系列的大量角色模型、文檔和圖片被發送給開發人員，他們最終選擇在遊戲中採用城堡、太空、冒險家和海盜主題。高壓軟體從這些主題中選擇了他們最喜歡的角色，並為角色們設定了人物設計，以「捕捉每位角色的情緒」。某些角色將扮演頭目，而其他角色則被歸於能力較普通的角色。開發人員還創造了兩名原創角色——火箭賽車手和伏特薇若妮卡（Veronica Voltage）。
高壓花了一年多的時間設計積木賽車的建構機制。遊戲的首席程式設計師德懷特·呂切爾（Dwight Luetscher）創建了一個公式，遊戲設計師使用該公式在遊戲中創建單塊樂高零件。開發人員從數百個樂高零件中挑選出玩家可用的樂高積木，以美學作為首要選擇，然後分析它們是否適合呂切爾的公式。開發人員選擇還透過在底盤上放置多少磚來影響玩家賽車性能，例如操控度、加速和最高速度，這些對於該遊戲的主年齡客群而言易於理解。
因遊戲中有大量樂高積木和零件，開發人員還創建了自定義網格代碼，每輛車都具有實體網格，方便玩家將幾何體零件「焊接」到位並美化車輛的外觀。遊戲中的每個元素，包括積木和角色塊各別具有不同的級別的细节层次，用於選單畫面和過場動畫的建模能讓玩家能近距離觀察，所以就得具備更高級別的建模水準。開發人員曾計劃了損壞系統，在碰撞時磚塊會從車輛上脫落，但這帶來了「過多問題而無法實現」。《樂高賽車》在1999年E3上公開並開放遊玩。

## 遊戲內容
遊戲中可以選擇各不同模式進行賽車遊戲。除了內建的4組預設角色及對應車輛，也可以建立自訂積木的駕駛員、駕照，並構築對應的積木車輛來進行遊戲。隨著遊戲中擊敗各賽道組合的冠軍，也會逐步解鎖更多車輛基底與零件用以改裝。此外，多數賽道當中都有隱藏道路或機關可供觸發。
除了駕駛員改裝、遊戲設定等選項以外，可以選擇的遊戲模式如下：
- 賽道組合模式 (Circuit Race)

在七個賽道組合中選擇一個組合進行遊戲。需要完成過前一賽道組合才能解鎖後續關卡。主選單畫面的角色也會依據目前的遊戲進度而改變。
- 單獨賽道模式 (Single Race)

從賽道組合當中選擇單獨的賽道來進行遊戲。可以在遊戲設定中調整單獨賽道模式中的對手數量。
- 競賽模式 (Versus Race)

在同一主機上分割上下畫面，來與其他控制器的玩家進行競賽。可在遊戲設定中調整競賽模式中所需的圈數。在電腦版本中，必須先連接鍵盤以外的控制器才可選擇此模式。
- 計時競速模式 (Time Races)

在每條賽道組合的獨立賽道中擊敗最佳時間紀錄。成功完成所有挑戰後，將解鎖角色 Veronica Voltage 以及她的車輛零件。

### 賽道組合
前六個賽道組合各包含四條賽道，其中的後三個賽道組合為前面賽道的鏡像版本，且賽道順序也隨之巔倒。而第七個賽道組合則是直接與 Rocket Racer 本人進行比賽。
每完成一個賽道組合並在最終得分中獲得第一名，玩家將獲得該賽道冠軍的車輛零件作為獎勵。
賽道組合1 - 紅鬍子船長 (Captain Redbeard) / 賽道組合4 - 約翰尼·雷霆 (Johnny Thunder)
- 帝國大獎賽 (Imperial Grand Prix)
- 黑暗森林衝刺 (Dark Forest Dash)
- 岩漿月球馬拉松 (Magma Moon Marathon)
- 沙漠冒險賽道 (Desert Adventure Dragway)

賽道組合2 - 卡夫卡酋長 (King Kahuka) / 賽道組合5 - 巴倫·馮·巴倫 (Baron Von Barron，又名薩姆·辛尼斯特 Sam Sinister)
- 部落島步道 (Tribal Island Trail)
- 皇家騎士賽道 (Royal Knight's Raceway)
- 冰雪星球小徑 (Ice Planet Pathway)
- 亞馬遜冒險小巷 (Amazon Adventure Alley)

賽道組合3 - 蝙蝠領主巴茲爾 (Basil the Bat Lord) / 賽道組合6 - 吉普賽蛾 (Gypsy Moth)
- 騎士惡夢馬拉松 (Knightmare-Athon)
- 海盜骷髏通道 (Pirate Skull Pass)
- 冒險神廟之路 (Adventure Temple Trail)
- 外星競速小行星 (Alien Rally Asteroid)

賽道組合7 - 火箭賽車手 (Rocket Racer)
- 火箭城市競速 (Rocket City Run)

### 道具
在賽道上，玩家可以拾取不同顏色的積木道具，以及白色積木來升級所拾取的道具，用以嘗試干擾對手、保護自己或加速前進。每種顏色對應一種不同的道具功能，而白色積木可以將道具升級至最多三次，讓其獲得更強大的能力。然而，如果玩家被投射物或路上的陷阱擊中，將會掉落並失去一個白色積木。
| 功能 積木 | 種類 | 基本功能    | 一塊白色積木 | 二塊白色積木 | 三塊白色積木     | 備註                                                                                    |
| --------- | ---- | ----------- | ------------ | ------------ | ---------------- | --------------------------------------------------------------------------------------- |
| 紅色積木  | 攻擊 | 砲彈        | 抓鉤         | 電擊魔杖     | 3重追蹤導彈      | 向前施放                                                                                |
| 黃色積木  | 陷阱 | 浮油        | 火藥桶       | 磁力陷阱     | 木乃伊的混亂詛咒 | 向後施放                                                                                |
| 藍色積木  | 護盾 | 5秒藍色護盾 | 6秒綠色護盾  | 8秒黃色護盾  | 10秒紅色護盾     | 黃色(含)以上護盾可以反彈攻擊，或接觸敵人使其旋轉                                        |
| 綠色積木  | 加速 | 加速火箭    | 進階加速火箭 | 雙重飛行火箭 | 瞬間傳送         | 所有火箭使用中撞到任意物體時，都會減少剩餘時間 傳送的瞬間被擊中時，傳送後將會停留在原地 |

## 反響
雖然評價好壞參半，但遊戲在商業表現上取得成功，成為早期暢銷的樂高電子遊戲。《樂高賽車》在任天堂64上的銷量並不亮眼，部分歸因於該遊戲機在1990年代末期逐漸失去影響力。

## 外部連結
- 官方网站
- 莫比游戏上的《樂高賽車》（英文）
- 樂高賽車影片1 （页面存档备份，存于）
- 樂高賽車影片2 （页面存档备份，存于）
- 樂高賽車線上遊戲 （页面存档备份，存于）